# Klibc
klibc는 C 표준 라이브러리의 미니멀리스틱한 부분 집합이다. 이것은 주로 리눅스 시작 프로세스 동안에 사용되기 위해 개발되었으며 초기 사용자 공간의 한 부분이다. 즉, 커널 스타트업 시에 사용되는 구성 요소이지만 커널 모드에서 실행되지는 않는다. 이러한 구성 요소들은 일반적인 사용자 공간 프로그램들에 의해 사용되는 표준 라이브러리(주로 glibc)에 접근할 수 없다.
문서에 의하면 klibc 라이브러리는 작은 크기와 정확성에 최적화되었다. 이 디자인 때문에 klibc는 또한 일반적으로 임베디드 소프트웨어에 적합하다. klibc는 완전 GPL 라이센스 하에 있기 때문에 상용 임베디드 소프트웨어에 사용하기에는 제한이 따른다.
리눅스 스타트업 과정에서 klibc는 initramfs(임시 램 파일 시스템) 내에서 로드된다. 이것은 디폴트로 데비안에서 mkinitramfs 스크립트에 의해 생성되는 초기 램 파일 시스템에 포함된다. 게다가 초기 사용자 공간에서 사용할 수 있는 작은 유닉스 유틸리티들의 집합도 갖는다: cpio, dash, fstype, mkdir, mknod, mount, nfsmount, run-init 등. 대체 전략은 프로그램을 인자나 심볼릭 링크를 통해 결정하는 비지박스 같이 모든 것을 한 실행 파일 안에 포함하는 것이다.

## 같이 보기
다른 C 표준 라이브러리들
- Bionic libc
- dietlibc
- EGLIBC
- glibc
- musl
- Newlib
- uClibc